# 也門兒童事件
也門兒童事件（希伯來語：‎）是指於1948至1954年以色列建國初期，數百名來自也門的猶太人新移民誕下之嬰兒或幼童失踪的事件。在大部分個案中，失踪兒童的父母被告知嬰孩死亡，其後便再沒有收到任何關於嬰孩的可靠資訊。這些嬰孩的父母稱他們的子女被綁架，然後嬰孩被送至或賣至自歐洲移民到以色列的猶太人家庭領養。在數個案例當中，這些子女長大後追尋到生父生母，並以基因檢測確認血緣關係。